# Anosognosia
L'anosognosia (o nosoagnosia) è un disturbo neuropsicologico che consiste nell'incapacità del paziente di riconoscere e riferire di avere un deficit neurologico o neuropsicologico. Più precisamente, il paziente non è consapevole del suo stato di malattia, manifestando invece la ferma convinzione di possedere ancora le capacità che in realtà ha perso in seguito a lesione cerebrale. Se messo a confronto con i propri deficit, il paziente mette in atto delle confabulazioni oppure delle spiegazioni assurde, incoerenti con la realtà dei fatti.

## Etimologia
Il termine, che deriva dal greco, significa letteralmente mancanza di conoscenza sulla malattia. Per la precisione, nosos significa malattia, e gnosis sta per conoscenza. Il prefisso a- privativo dona al tutto il significato di assenza. La parola fu coniata da Joseph Babinski nel 1914.

## Caratteristiche
La negligenza spaziale unilaterale è spesso associata ad anosognosia: il paziente riferisce che vede, esplora, ed effettua movimenti corretti nello spazio controlaterale rispetto al lato della lesione (controlesionale), mentre ciò non si verifica. Nei casi di cecità corticale si osserva una convinzione del paziente di vedere efficientemente, convinzione mantenuta anche quando non riesce a descrivere oggetti che gli sono presentati tramite canale visivo. Si può verificare anosognosia anche per afasia, emiplegia, e altre sindromi da lesione cerebrale.
L'anosognosia è un disturbo selettivo: in pazienti affetti da diverse sindromi, per esempio cecità corticale ed emiplegia, può verificarsi una dissociazione ad esempio tra consapevolezza per la prima ed anosognosia per la seconda, oppure un paziente emiplegico può essere anosognosico riguardo soltanto ad uno degli arti paralizzati. Questi fatti suggeriscono che la consapevolezza non sia un processo monolitico e sovraordinato rispetto alle varie funzioni cerebrali, ma al contrario potrebbe risultare dall'integrazione di diversi moduli con domini distinti.
Il deficit di consapevolezza può manifestarsi in assenza di disturbi di memoria, del ragionamento o di degenerazione cognitiva, cioè le altre capacità critiche dei pazienti sono intatte.
Si può verificare recupero dell'anosognosia in maniera spontanea o tramite riabilitazione (resa difficoltosa dal fatto che il paziente anosognosico è meno motivato a recuperare deficit che non riconosce), per cui i pazienti diventano consapevoli della malattia e dei relativi deficit. In altri casi invece l'anosognosia non viene recuperata, o è recuperata solo in modo superficiale. La presenza di anosognosia ha tuttavia un valore prognostico negativo e può interferire con gli eventuali trattamenti riabilitativi.
La valutazione dell'anosognosia si è basata, fin dalla metà dell'800, sull'osservazione del comportamento del paziente e su interviste più o meno strutturate, nelle quali l'esaminatore pone domande, dapprima generali e poi sempre più circostanziate ed esplicite. Un esempio di intervista prevede una valutazione da 0 (assenza di anosognosia) a 4 (deficit anosognosico), dove l'esaminatore valuta quanto segue:
1. Il paziente riferisce il deficit spontaneamente;
2. Il paziente riconosce il deficit solo dopo una domanda generale relativa al distretto compromesso;
3. Il paziente riconosce il deficit dopo domanda specifica relativa al distretto compromesso;
4. Il paziente riconosce il deficit dopo dimostrazione con esame neurologico;
5. Il paziente non riconosce il deficit.

L'anosognosia può essere esaminata anche attraverso un'autovalutazione con l'ausilio di scale Likert, nelle quali le domande possono essere come quella che segue: "Rispetto a dieci anni fa, come sono le sue capacità complessive, di vestirsi da solo, cucinare da solo?". L'autovalutazione del paziente viene in genere confrontata con quella di un familiare informato e la differenza tra i due punteggi, indica se il paziente sovra-stima o sotto-stima le proprie prestazioni. La valutazione può essere anche esaminata chiedendo al paziente di assumere una prospettiva in terza persona.

## Teorie esplicative
Le anosognosie sono un fenomeno molto complesso, ancora non chiaramente compreso dalla medicina e dalla psicologia. 
Da una parte, può risultare difficoltosa la comprensione della malattia; d'altra parte, queste mettono direttamente in collegamento un fenomeno di alto livello cognitivo (la coscienza) con disturbi che di solito sono di natura organica.
- Secondo la neurobiologia, alcuni autori suggeriscono che una copia dell'informazione in ingresso (ossia una percezione) è inviata direttamente a un centro di coscienza. Nonostante il fatto che la percezione non sia realmente elaborata dalla zona cerebrale lesionata, il paziente reagirebbe come se ci si trovasse in questo caso.
- Secondo Antonio Damasio i pazienti sarebbero impossibilitati dal danno cerebrale ad accedere agli input corporei attuali e farebbero affidamento alle rappresentazioni dello stato dell'organismo premorboso. La sua teoria risulta esplicativa per anosognosia e anosodiaforia[1], ma anche per l'affettività inadeguata alla propria condizione che si osserva nei pazienti, in quanto secondo James-Lange, a cui Damasio si rifà, le emozioni non sono altro che percezioni dello stato attuale del corpo.
- Un'altra spiegazione è possibile dal punto di vista psicodinamico: l'ipotesi sarebbe che un meccanismo di difesa entri in gioco per preservare il paziente. Ciò non rende, però, conto dell'asimmetria emisferica, per la quale il disturbo neurologico con concomitante anosognosia è associato più spesso a lesioni destre e raramente a lesioni sinistre; inoltre non spiega la selettività dell'anosognosia.